# Regis Trois de Avila
Régis Trois de Avila (Porto Alegre, 17 de outubro de 1963) é um Mestre d'Armas e ex-Esgrimista brasileiro.
Atuou como atleta de esgrima por 17 anos, entre os anos de 1977 e 1994, conquistando muitos títulos nacionais e internacionais. Como técnico, coordena várias categorias das equipes nacionais em diversos eventos e campeonatos. Hoje ele atua como árbitro internacional da Fédération internationale d'escrime (FIE), participando de várias competições durante o ano em várias categorias. Com a experiência internacional. Participou de 6 Jogos Olímpicos, tendo, em 1988, participado como atleta da equipe brasileira de Sabre e Espada, 5 vezes como árbitro (Sidnei, Atenas, Pequim, Londres e Rio de Janeiro). Foi o técnico formador do atleta Brasileiro Renzo Agresta, representante do Brasil em 4 Jogos Olímpicos, Campeão Mundial Militar entre muitos títulos.
Como árbitro, o Mestre Trois já arbitrou 13 disputas pelo Ouro Olímpico. Sendo sua última atuação nos Jogos Olímpicos do Rio de Janeiro, 2016, onde arbitrou a final de Espada Feminina Individual e Espada Feminina Equipes.

## Formação
- 1985, concluiu a Licenciatura Plena em Educação Física Escola Superior de Educação Física na UFRS – Porto Alegre, RS.
- 1989, concluiu o Curso de Mestre d’Armas em Esgrima na Escola de Educação Física do Exército – 1er Degrée – Rio de Janeiro, RJ. (Classificado em 1º Lugar entre os civis)
- 1990, concluiu o Curso de Mestre d’Armas em Esgrima na Escola de Educação Física do Exército – 2éme Degrée – Rio de Janeiro, RJ. (Classificado em 1º Lugar)
- 1991, concluiu o Formation Superieure de Maître d’Escrime à L’Ecole Interarmées des Sports –  Fontainebleau, França.
- 1991, concluiu O Curso de Treinamento de Equipes de Alto Rendimento na Universidade DHFK  –  Leipzig, Alemanha. (3 meses)
- 1999, promovido a Árbitro Internacional Categoria "A" pela Federation Internatinale d’Escrime
- 2004, Latu-Senso em Fisiologia do Exercício  – Universidade Veiga de Almeida – RJ / RJ
- 2011 - Melhor Árbitro do Mundo em Espada pela FIE – Mar Morto/Jordânia
- 2013 – Eleito como 2º Melhor Árbitro do Mundo em Espada pela FIE – Paris
- 2013 – Escolhido como um dos 5 árbitros no mundo para compor o Grupo de Elite de Espada FIE
- 2014 – Eleito, pela 2a vez, inédito na história até aqui, como o Melhor Árbitro do Mundo em Espada pela FIE
- 2015 - Eleito como o Segundo Melhor Árbitro do Mundo em Espada pela FIE.
- 2016 - Eleito como o Terceiro Melhor Árbitro do Mundo em Espada pela FIE.
- 2016 - concluiu o CAGE (Curso Avançado de Gestão Esportiva) pelo COB e Solidariedade Olímpica - Turma Rio2016

## Principais títulos conquistados como Atleta
- "Melhor Atleta Do Ano de 1988" –  Prêmio oferecido pelo Comitê Olímpico Brasileiro 1988.
- Eq.Olímpica nos Jogos Olímpicos de Seul/Coréia, 1988 – Sabre Individual
- Eq.Olímpica nos Jogos Olímpicos de Seul/Coréia, 1988 – Espada Eq.
- Eq.Brasileira Principal de 1980 até 1992.
- 13 vezes Campeão Brasileiro de Sabre por Eq.
- 11 vezes Campeão Brasileiro de Espada por Eq.
- Tricampeão Sul-americano de Sabre Eq..
- Campeão Brasileiro Adulto de Sabre Individual, 1988.
- Campeão Sul-americano de Sabre Individual, 1988.
- Participação no Sabre e Espada nos Jogos Olímpicos de Seul 1988.
- Participação em 4 Campeonatos Mundiais.
- Participação em 3 Jogos Sul-americanos.
- Participação em 2 Jogos Pan-americanos

## Professor
- Monitor de Esgrima na Escola Superior de Educação Física da Universidade Federal do Rio Grande do Sul, Porto Alegre, 1984 e 1985.
- Professor de Esgrima da SOGIPA, Porto Alegre, Agosto de 1985 a Junho de 1989.
- Professor de Educação Física da Escola Maternal e Jardim de Infância Margarida, Porto Alegre, de março de 1986 a julho de 1988.
- Professor de Esgrima do Projeto Criança da SOGIPA, Porto Alegre, de 1987 a 1989.
- Professor de Esgrima da Escola do Forte São João, Rio de Janeiro, 1989 a 1990.
- Professor de Esgrima de L’Ecole Interarmées des Sports de Fontainebleau – França, 1989 a 1990.
- Professor de Esgrima do Club d’Escrime Ville d’Avon – França, 1989 a 1990.
- Professor de Esgrima da Escola de Educação Física da Polícia Militar de São Paulo – 1991 a 1993.
- Professor de Esgrima da Escola de Educação Física da Polícia Militar de São Paulo – 2005 a 2008.
- Professor de Esgrima do Club Athletico Paulistano, São Paulo, desde 1991.
- Professor de Esgrima do Colégio Magno, São Paulo, desde 1999.

## Atuação técnico-administrativa
- Coordenador Técnico do Setor de Esgrima da SOGIPA, Porto Alegre, de 1985 a 1989.
- Diretor Técnico da Federação Rio-grandense de Esgrima, Porto Alegre, de 1986 a 1988.
- Árbitro Internacional Categoria "A" de Esgrima pela Federação Internacional, desde 1987.
- Vice-presidente da Federação Rio-grandense de Esgrima, Porto Alegre, em 1987.
- Diretor Técnico da Federação Paulista de Esgrima, São Paulo, de 1996 a 1999 e de 2018 até o presente.
- Supervisor da Seção de Esgrima do Club Athletico Paulistano, São Paulo, desde 12 de Dezembro de 1991.

## Técnico
- Equipe Brasileira Absoluta de Sabre a partir de1987.
- Equipe Brasileira Absoluta de Espada Masculina e Feminina a partir de 1987.
- Equipe da SOGIPA, Porto Alegre, de 1985 a 1988.
- Equipe Gaúcha nos Campeonatos Brasileiros Adultos, modalidade de Sabre, de 1986 a 1988.
- Equipe Gaúcha Juvenil de Esgrima, modalidade de Sabre, de 1986 a 1988.
- Equipe Brasileira, modalidade de Sabre, Campeonato Sul-americano Juvenil, 1986 em São Paulo – SP. (3º  lugar Sabre Eq.)
- Equipe Brasileira, modalidade de Sabre, Campeonato Sul-americano Juvenil, 1987 em Lima – Peru. (2º  lugar Sabre Eq. )
- Equipe Brasileira, modalidade de Sabre, Campeonato Mundial Juvenil, 1987 em São Paulo – SP.
- Equipe Brasileira, modalidade de Sabre, Campeonato Sul-americano Juvenil, 1988 em Sta Cruz de La Sierra – Bolívia. (Paulo Teixeira -  2º lugar)
- Equipe Brasileira, modalidade de Sabre, Campeonato Sul-americano Juvenil, 1988 em Sta Cruz de La Sierra – Bolívia. (2º lugar Eq.)
- Equipe Brasileira, modalidade de Florete Feminino, Campeonato Sul-americano Juvenil, 1988 em Sta Cruz de La Sierra – Bolívia. (Fabiana Kalil – 3º lugar) (2º  lugar Sabre Eq. )
- Equipe Brasileira, modalidade de Espada Masculina, Campeonato Sul-americano Juvenil, 1988 em Sta Cruz de La Sierra – Bolívia. (Guilherme Garcia– 2º lugar ind)
- Eq. Brasileira, modalidade de Espada Masculina, Campeonato Sul-americano Juvenil, 1988 em Sta Cruz de La Sierra – Bolívia. (Campeã Eq. )
- Eq. Brasileira, modalidade de Sabre, Campeonato Pan-americano Juvenil, 1988 no Rio de Janeiro – Brasil. (Paulo Teixeira -  4º lugar)
- Presidente do Diretório Técnico do Campeonato Sul-americano Infantil, Juvenil e Masters, 1990 em São Paulo – Brasil
- Eq. Brasileira, Jogos Pan-americanos de Havana – Cuba, 1991.
- Eq. Brasileira, Jogos Sul-americanos de Valência – Venezuela, 1995.
- Eq. Brasileira, Jogos Pré-olímpicos Zona Americana, 1995 em Puerto la Cruz – Venezuela.
- Eq. Brasileira, Jogos Pan-americanos de Mar del Plata – Argentina, 1995.
- Eq. Brasileira, Campeonato Mundial Juvenil e Cadete em Valência – Venezuela, 1998.
- Eq. Brasileira, Jogos Pan-americanos de Winnipeg – Canadá, 1999.
- Eq. Brasileira, modalidade de Sabre, Campeonato Pan-americano Adulto, 2001 em Porto Alegre. (Renzo – Campeão Individual)
- Eq. Brasileira, modalidade de Sabre, Campeonato Pan-americano Adulto, 2001 em Porto Alegre. (Vice por Eq.)
- Eq. Brasileira, modalidade de Espada, Campeonato Pan-americano Adulto, 2001 em Porto Alegre (Kleinman – Vice por Eq)
- Eq. Brasileira, modalidade de Sabre, Campeonato Sul-americano Adulto, 2001 no Rio de Janeiro (Renzo – Campeão Individual)
- Eq. Brasileira, modalidade de Sabre, Jogos Sul-americanos, 2002 no Rio de Janeiro (Renzo – 2º L Ind)
- Circuito Brasil Olímpico 2003 – Etapa Vitória/ES - (Renzo - Campeão Sabre / Vallim – Vice Sabre / Pontes – Campeã Esp Fem)
- Circuito Brasil Olímpico 2003 – Etapa Rio de Janeiro/RJ - (Renzo - Campeão Sabre / Vallim – Vice Sabre / Kleinman – Campeão Esp Masc)
- Circuito Brasil Olímpico 2003 – Etapa São Paulo/SP - (Renzo - Campeão / Vallim – 2o L /Lucas – 3 o L  Sabre / Kleinman – Campeão Esp Masc / Pontes – 3o L Esp Fem)
- Circuito Brasil Olímpico 2003 – Etapa Brasília/DF (Renzo - Campeão / Vallim – 2o L Sabre)
- Eliminatória Zona Americana para os Jogos Olímpicos de Atenas 2004 – Rio de Janeiro/BRA (Renzo - Campeão Sabre Individual, Classificado para os Jogos Olímpicos de Atenas)
- Eq. Brasileira, 6 armas, Campeonato Pan-americano Adulto, 2005 em Sta. Cruz de La Sierra/BOL (João Souza – 1º l FloInd / Marcos Cardoso – 2º l FloInd / Athos Schwantes – 3º l EspInd )
- Eq. Brasileira de Sabre Masculino – Etapa Grand Prix Isla Margarita/VEN (Renzo 22ºl)
- Eq. Brasileira de Sabre Masculino – Etapa Grand Prix Las Vegas/USA (Renzo 29ºl e Marcos Cardoso 89ºl)
- Eq. Brasileira de Sabre Masculino – Jogos Pan-americanos Rio2007 (Renzo 3ºl,  Marcos Cardoso 20ºl e Rhaoni Rückheim na Eq.) * Primeira medalha depois de 40 anos no individual e 32 anos de jejum em Jogos Pan-americanos.
- Eq. Brasileira – Campeonato Pan-americano 2007- Mont Tremblant /CAN (Renzo 8ºl, João Souza 8ºl, Scavasin 9ºl, Shimbo 11ºl, Stelle 18ºl e Clarisse 19ºl)

## Árbitro JOGOS OLÍMPICOS
- Jogos Olímpicos 2000 em Sydney – Austrália (Árbitro de 2 finais de Ouro Espada)
- Jogos Olímpicos 2000 em Sydney – Austrália (Pentatlo Moderno)
- Jogos Olímpicos 2004 em Atenas – Grécia (Árbitro de 3 finais de Ouro Espada)
- Jogos Olímpicos 2004 em Atenas – Grécia (Pentatlo Moderno)
- Jogos Olímpicos 2008 em Pequim – China (2 finais Ouro EMind e EMeq semi-final EFind)
- Jogos Olímpicos 2012 em Londres – UK (3 finais EFind, EMind, EFeq e semi-final EFind e EMind)
- Jogos Olímpicos 2016 no Rio de Janeiro – Brasil (3 finais Ouro EFeq, EFind vídeo, S/F EMind)

*13 medalhas de ouro arbitradas em Jogos Olímpicos até 2016.

## Árbitro em Mundiais FIE
- 1998 – La Chaux-des-Fonds, Suíça – Sênior
- 1999 – Keszthely, Hungria – Juvenil e Cadete
- 1999 – Seul, Coréia do Sul – Sênior
- 2000 – South Bend, Estados Unidos – Juvenil e Cadete (Convocado para JO Sydney 2000)
- 2001 – Gdansk, Polônia – Juvenil e Cadete
- 2001 – Nîmes, França, Sênior (Árbitro das 4 medalhas de Ouro EM e EF)
- 2002 – Lisboa, Portugal – Sênior (Árbitro 5 medalhas de Ouro E MeF ind e eq + SF Sabre Fem ind)
- 2002 – Antalya, Turquia – Juvenil e Cadete (2 Finais EMeq e EF eq)
- 2003 – Havana, Cuba – Sênior (3 medalhas de Ouro EMeq e EF i + eq)
- 2005 – Leipzig, Alemanha – Sênior (todas as medalhas de Ouro EM e EF)
- 2006 – Taebaek, Coréia – Sênior (Árbitro de 1 final de Ouro EM)
- 2006 – Torino, Itália – Sênior (Árbitro de 2 finais pelo Ouro EM ind e eq)
- 2007 – São Petesburgo, Rússia (3 finais Ouro EMi eq, EFeq e SF EFi)
- 2008 – Acireale, Itália – Juvenil e Cadete (1 final de Ouro EM)
- 2009 – Antalya, Turquia - Adulto
- 2010 – Paris, França – Sênior  (1 final de Ouro EM e SFinal EF)
- 2011 – Jordânia, Mar Morto – Juvenil e Cadete (1 final de Ouro EM 2 SF)
- 2011 – Catânia, Itália – Campeonato Mundial Adulto
- 2012 – Kyev, Ucrânia – Campeonato Mundial Adulto Equipes (1 final de Ouro EM e 1 SF)
- 2013 – Budapest, Hungria – Campeonato Mundial Adulto (2 finais Espada)
- 2014 – Kazan, Rússia – Campeonato Mundial Adulto (3 finais Espada)
- 2015 – Tashkent, Uzbequistão – Campeonato Mundial Juvenil e Cadete (3 finais Espada)
- 2015 – Moscou, Rússia – Sênior (2 finais Ouro)
- 2017 – Plovdiv, Bulgária – Campeonato Mundial Juvenil e Cadete (3 ouros EF Cad ind, EF Juv ind, EF Juv Eq)
- 2017 – Leipzig, Alemanha – Campeonato Mundial Adulto (1 final EM Eq)
- 2018 – Wuxi, China - Campeonato Mundial Adulto (2 finais EM Ind e EM Eq)